# Katrine Fruelund
Katrine Fruelund, född 12 juli 1978 i Randers, är en dansk handbollstränare och tidigare handbollsspelare. Hon är högerhänt och spelade i anfall som vänsternia

## Karriär
Katrine Fruelund inledde sin karriär i Vorup FB men kom snart till  Randers HK från hemstaden där hon spelade till 1999. Sen blev det Viborgs HK som var den tidens giganter i dansk damhandboll. Där spelade hon till 2005 och det blev en seger i EHF-cupen 2004 och 4 danska mästerskapstitlar med Viborgs HK. Sen avslutade hon sin karriär i Randers till 2012 och då var hon med sin moderklubb och tog hem danska mästerskapet. 2010 tog hon också hem EHF cupen med Randers HK. Hon gjorde 283 matcher och 1063 mål för Randers i sin karriär. 2013 gjorde hon en kort comeback efter att ha fött en dotter men avslutade sen på nytt och var assisterande tränare i Randers HK under säsongen 2014-2015.

### Landslagskarriär
Fruelunds landslagsdebut var mot Rumänien den 24 oktober 1997, men hon var inte med i VM 1997 som Danmark vann. Hon spelade under sin landslagskarriär 1997–2012 184 landskamper och gjorde 570 mål.  Hennes sista landskamp var 27 maj 2012 i Aalborg mot Ryssland. Katrine Fruelund ingick i de danska lag som tog OS-guld i Sydney år 2000 och OS-guld i Aten år 2004. I Aten var hon den avgörande spelaren för Danmark med 15 mål i finalen och blev utsedd till mest värdefulla spelare i turneringen. Hon vann även EM-guld 2002.

## Meriter
- 5  Guld i danska mästerskapet med Viborg HK 2000, 2001, 2002 och 2004 och Randers HK 2012

- 1 Guld i tyska mästerskapet med HC Leipzig 2006

- 2 Guld i EHF cupen med Viborg 2004 och Randers 2010
- 2 OS-guld med Danmarks damlandslag i handboll